# Stealth Fighter (серия)
Stealth Fighter (рус. Самолёт-невидимка) — серия компьютерных игр в жанре авиасимулятор, выпущенных компанией MicroProse с 1987 по 1994 годы.
Первые две игры основывались на имеющейся в 1980-х гг. теории о существовании американского секретного самолета-невидимки F-19. Третья игра серии разрабатывалась уже после того, как Пентагон признал существование самолета F-117A.
Игры серии:
- Project Stealth Fighter[англ.] — первая игра часть серии, выпущенная в 1987 году.
- F-19 Stealth Fighter — вторая игра серии, выпущенная в 1988 году; игра была полностью переработана с точки зрения геймплея.
- F-117A Nighthawk Stealth Fighter 2.0 — третья игра серии, выпущенная в 1991 году; была намного улучшена графика, добавлены новые сценарии.